# Haworthia semiviva
Haworthia semiviva är en grästrädsväxtart som först beskrevs av Karl von Poellnitz, och fick sitt nu gällande namn av Martin Bruce Bayer. Haworthia semiviva ingår i släktet Haworthia och familjen grästrädsväxter. Inga underarter finns listade i Catalogue of Life.